# Asesinato de Hind Rajab
Hind Rajab Hamada (en árabe: هند رجب حمادة‎; c. 2 de septiembre de 2017-29 de enero de 2024) fue una niña palestina de seis años del barrio de Tel al-Hawa en la ciudad de Gaza que fue asesinada por disparos de las Fuerzas de Defensa de Israel (FDI) el 29 de enero de 2024 durante la guerra de Gaza. Las autoridades palestinas acusaron a las tropas israelíes de matar deliberadamente a Hind y a dos miembros de la Media Luna Roja Palestina, Yusuf Zeino y Ahmed al-Madhoun, enviados para rescatarla.
De acuerdo con las investigaciones preliminares realizadas por Euro-Mediterranean Human Rights Monitor y los testimonios que recopilaron, Hind Rajab, y sus familiares fueron asesinados premeditadamente por el ejército israelí, a plena luz del día.
Israel dijo que sus tropas no estaban cerca del vehículo en el que murió Hind. Sin embargo Al-Jazeera cuestionó las afirmaciones israelíes, informando que había tres tanques israelíes en la zona en ese momento. Un hecho confirmado por una investigación posterior del Washington Post basada en imágenes de satélite.
Su historia obtuvo una importante cobertura mediática en febrero de 2024, después de que se publicara su llamada telefónica en la que pedía ayuda con la Sociedad de la Media Luna Roja Palestina, en la que le dijo al despachador: «Estoy muy asustada, por favor ven. Ven y llévame. Por favor, ¿Vendrás?».
Tras el asesinato, los medios de comunicación occidentales fueron criticados por su cobertura del incidente, entre otras cosas por no atribuir la autoría del asesinato de Rajab y por adultificarla. Los manifestantes estudiantiles estadounidenses cambiaron el nombre de los edificios ocupados en honor a Rajab, lo que atrajo más atención internacional sobre el incidente.

## Antecedentes
En noviembre de 2023, un mes después de la invasión israelí de la Franja de Gaza, gran parte de la Franja estaba prácticamente desierta y arrasada por los bombardeos israelíes. En diciembre de 2023, el sistema de salud en Gaza estaba colapsando debido a los ataques israelíes y al bloqueo de la ayuda humanitaria. El norte de Gaza se vio particularmente afectado, ya que en diciembre no había hospitales en funcionamiento en la zona debido a la falta de suministros, combustible y personal.
El 29 de diciembre de 2023 Sudáfrica denunció al Estado de Israel ante la Corte Internacional de Justicia por genocidio, y el 26 de enero de 2024, la Corte emitió una orden que exige a Israel tomar todas las medidas necesarias para prevenir cualquier acto que pudiera considerarse genocida.

## Asesinato
Durante la invasión israelí de la Franja de Gaza, Israel emitió una serie de órdenes de evacuación en toda la Franja de Gaza. El 29 de enero de 2024, la familia de Rajab huía de la ciudad de Gaza cuando el coche en el que viajaban Hind, su tío, tía y sus tres primos fue atacado por un tanque del ejército israelí. Su prima, Layan Hamadeh, de 15 años, llamó a la Sociedad de la Media Luna Roja Palestina (PRCS) y les dijo que sus padres y hermanos habían sido asesinados y añadió que: «Nos están disparando. El tanque está justo a mi lado. Estamos en el coche, el tanque está justo a nuestro lado». Poco después se escuchó a Hamadeh gritar mientras era asesinada bajo el sonido de disparos de ametralladora que rastrillaban el auto mientras aún estaba en la línea con los socorristas.
Cuando los operadores volvieron a llamar, Rajab respondió la llamada, diciendo que todos los demás en el auto estaban muertosy que el tanque continuaba acercándose al vehículo. Rajab permaneció en línea con el PRCS durante tres horas, diciéndole al operador: «Tengo mucho miedo, por favor, venga. Lléveme. Por favor, ¿quiere venir?» Su abuelo dijo más tarde a los periodistas que Rajab resultó herida en la espalda, la mano y el pie. Rajab, a quien se la ordenó continuar escondida en el vehículo, iba a ser rescatada por una ambulancia de la PRCS. El audio de la llamada telefónica entre la Media Luna Roja, Hamadeh y Rajab fue publicado por la Media Luna Roja el 3 de febrero.
Puesto que la zona donde se encontraba la niña estaba sitiada por el Ejército israelí, la Media Luna Roja Palestina se puso en contacto con el Ministerio de Salud de Gaza y las FDI para garantizar un paso seguro para que una ambulancia y su personal pudieran ir a salvar a Hind. «Nos dieron luz verde para mover la ambulancia» por lo que se envió una ambulancia; sin embargo, poco después de su partida, la Media Luna Roja perdió contacto con ellos. «Primero [los paramédicos] dijeron que las fuerzas israelíes les estaban apuntando con rayos láser... Y luego escuchamos el sonido de un disparo antes de perder la conexión. Fue como un disparo o una explosión, no estábamos seguros de lo que pasó». Durante doce días se desconocía cual había sido el destino de Hind y de los paramédicos que había ido a auxiliarla.
El 10 de febrero de 2024, la familia regresó al barrio después de la retirada de las FDI, momento en el que encontraron el coche con Hind y toda la familia de su tío muertos por el fuego de los tanques israelíes. También encontraron la ambulancia de la Media Luna Roja que había ido a socorrerla a unos metros de distancia, completamente destruida por un misil israelí. Según informó la Media Luna Roja en un comunicado: 

Se descubrió que la ambulancia de la Media Luna Roja Palestina fue bombardeada en la zona de Tal al Hawa, lo que provocó la muerte de los miembros de la tripulación Yusuf Zeino y Ahmed Al Madhoun, que habían estado desaparecidos desde la misión de rescate de la niña Hind Rajab hace 12 días. A pesar de la coordinación previa para permitir que la ambulancia llegara al lugar para rescatar a Hind, la ocupación israelí apuntó deliberadamente al equipo de ambulancia de la Media Luna Roja Palestina.

Poco después de conocerse el incidente, la CNN dio al ejército israelí las coordenadas proporcionadas por la Media Luna Roja Palestina. En respuesta, las Fuerzas de Defensa de Israel (FDI) dijeron que «no estaban familiarizadas con el incidente descrito». Cuando CNN volvió a ponerse en contacto con ellos dijeron que «seguían investigándolo».

## Investigación
De acuerdo con las investigaciones preliminares realizadas por Euro-Mediterranean Human Rights Monitor y los testimonios que recopiló, Hind Rajab, y sus familiares fueron asesinados premeditadamente por el ejército israelí en la ciudad de Gaza, a plena luz del día. Según los testimonios recogidos por el equipo Euro-Med Monitor el coche fue atacado tras encontrarse con tanques y vehículos militares israelíes. Después de que el ejército israelí se retirara de la zona, se encontró el coche con abundantes pruebas que demostraban que numerosas balas habían sido disparadas directamente contra él. Al examinar los cuerpos de las víctimas, se descubrió que habían sido sometidos a un intenso fuego de armas automáticas y disparos de artillería.
Así mismo se descubrió, a pocos metros de distancia, la ambulancia de la Media Luna Roja, enviada para salvar a Hind, con el motor tirado en el suelo y completamente quemada. La ambulancia había sido destruida con un proyectil de tanque HEAT M830A1 de fabricación estadounidense, fragmentos de dicho proyectil se encontraron en el interior del vehículo. Cuando se le preguntó sobre el uso de municiones estadounidenses contra civiles palestinos, el portavoz del Departamento de Estado de Estados Unidos, Matthew Miller, afirmó que «no puede verificar los informes» y que «nuestra expectativa es que las utilicen respetando plenamente las leyes de la guerra».
Un portavoz de las FDI afirmó, después de una investigación preliminar, que no había tropas israelíes cerca del vehículo o dentro del campo de tiro; el portavoz también alegó que, debido a la falta de tropas, la coordinación de las ambulancias era innecesaria para rescatar a Rajab. En respuesta a estas declaraciones, Al Jazeera declaró: «Israel tiene un historial de limpiar rápidamente a sus tropas de cualquier irregularidad en casos de abuso contra los palestinos». Una investigación de la cadena catarí descubrió además que tres tanques israelíes estaban cerca del vehículo de la familia de Rajab en el momento del ataque.
Estados Unidos también ha pedido que se investigue la muerte de Rajab de manera oportuna, afirmando que estaban «devastados» por la muerte de Rajab. La Sociedad de la Media Luna Roja Palestina (PRCS) dijo a The Intercept que el ejército israelí nunca los contactó con respecto al asesinato de Rajab y el ataque a sus ambulancias, refutando las declaraciones del Departamento de Estado de que PRCS y las Naciones Unidas habían rechazado los esfuerzos israelíes para investigar el incidente.
Una investigación del Washington Post de abril de 2024 refutó las declaraciones del ejército israelí, concluyendo que vehículos blindados israelíes estaban efectivamente en las cercanías del automóvil donde se encontró el cuerpo de Rajab y que el agujero de 300 mm en la ambulancia de la Media Luna Roja es consistente con un proyectil del cañón de un tanque israelí. El periódico también confirmó que los restos de la ambulancia fueron encontrados en una ruta proporcionada por COGAT, un brazo del Ministerio de Defensa israelí que coordina los pasos seguros para vehículos médicos con las FDI.
En julio de 2024, expertos independientes designados por el Consejo de Derechos Humanos de las Naciones Unidas afirmaron que el asesinato de Rajab podría constituir un crimen de guerra, incluyendo el crimen previsto en el Estatuto de Roma de «homicidio intencional». Además la Comisión Internacional Independiente de Investigación sobre el Territorio Palestino Ocupado, concluyó que «con fundamento en motivos razonables, la 162.ª División Blindada del ejército israelí operaba en la zona y fue responsable de la muerte de una familia de siete miembros, del bombardeo de la ambulancia y de la muerte de los dos paramédicos a bordo. Estos hechos constituyen crímenes de guerra por homicidio intencional y ataque a bienes civiles».
En junio de 2024, Forensic Architecture, un grupo multidisciplinario de investigadores dirigido por el arquitecto británico israelí Eyal Weizman y basado en Goldsmiths, un centro de estudios de la Universidad de Londres, publicó su investigación, basada en evidencia visual, auditiva y de otro tipo recopilada, para reconstruir el asesinato. La investigación concluyó que un tanque israelí probablemente había disparado 335 balas contra el automóvil en el que viajaban Rajab y su familia, y desde esa distancia no es plausible que el tirador no hubiera podido ver que el coche estaba ocupado por civiles, incluidos niños. Además, la investigación reveló que la ambulancia enviada para ayudar a Rajab probablemente también fue alcanzada por un tanque israelí.
La organización Earshot, que analiza los sonidos de disparos, examinó la grabación de los disparos durante la llamada telefónica con Liane. Basándose en las diferencias de tiempo entre el sonido de la bala que impactó primero el coche a una velocidad superior a la del sonido y el sonido de la explosión del fusil que le siguió, también a la misma velocidad, los investigadores concluyeron que, en el momento del disparo, la distancia entre el coche y el tanque era de entre 13 y 23 metros.
En octubre de 2024, Sky News informó que los daños sufridos por la ambulancia eran compatibles con haber sido alcanzada por un «arma de gran calibre», citando a un experto del Janes Information Services. El informe indicó que, si bien las FDI afirmaron que no estaban en la zona en el momento del incidente, es posible que haya contradicho inadvertidamente esta afirmación al publicar un comunicado de prensa sobre sus operaciones en los barrios de Shati y Tel al Hawa, que luego fue eliminado de su sitio web. Una investigación posterior de Sky News reveló imágenes por satélite tomadas el 29 de enero, el día del ataque, que muestran al menos quince vehículos militares isrelíes en el barrio de Tel al Hawa y el vehículo más cercano ubicado a solo 300 metros del lugar del ataque a la ambulancia.
El ejército israelí no ha publicado los resultados de su investigación sobre el incidente. Cuando la periodista Doaa Fared le pidió un comentario, el ejército le dijo que el caso aún estaba bajo revisión por parte del Mecanismo de Evaluación de Investigación de Hechos del Estado Mayor, un organismo independiente responsable de investigar incidentes inusuales en medio de la guerra. Sin embargo según el Centro de Información Israelí para los Derechos Humanos, conocido como B'Tselem, «Este ha sido el método seguido durante muchos años por el sistema de investigación israelí y, normalmente, estas investigaciones no llegan a resultados ni conducen a mecanismos de rendición de cuentas».
El 3 de mayo de 2025, día que habría sido el séptimo cumpleaños de Hind, la Fundación Hind Rajab afirmó que habían identificado al comandante del batallón que mató a Hind como el teniente coronel Beni Aharon de la 401.ª Brigada Acorazada y presentó una denuncia por crímenes de guerra contra él ante la Corte Penal Internacional.

## Reacciones
El caso de Hind tuvo mucha repercusión mediática con llamadas de activistas y organizaciones humanitarias para ayudar a encontrarla y ponerla a salvo cuando estuvo desaparecida. Su madre suplicó a la comunidad internacional que no olvidara a su hija y la trajeran a casa.
La Autoridad Nacional Palestina (ANP) ha pedido a la Corte Penal Internacional (CPI) que investigue la muerte de la niña y que «procese a los criminales de guerra israelíes» a quienes acusa de matar a la menor, a su familia y los trabajadores de emergencia que fueron a rescatarla. La madre de la niña, Wissam Hamada, también ha pedido que Israel rinda cuentas por la muerte de su hija «Por cada persona que escuchó mi voz y la voz suplicante de mi hija, pero no la rescató, los interrogaré ante Dios en el Día del Juicio», «Netanyahu, Biden y todos aquellos que colaboraron contra nosotros, contra Gaza y su pueblo, rezo contra ellos desde lo más profundo de mi corazón».
Después del descubrimiento de su cuerpo, muchas figuras pro palestinas criticaron a los medios de comunicación occidentales por decir que Hind había sido «encontrada muerta» sin atribuir su muerte directamente a Israel, en un claro contraste con la cobertura comprensiva de las muertes de niños en la invasión rusa de Ucrania. De acuerdo con el Ministerio de Salud de Gaza hasta el 5 de junio de 2025, el número de muertos, sólo en la Franja de Gaza, había aumentado a más de 54 677 personas, incluidos al menos 17 400 niños, además de un total de 125 530. Se estima que hay más de 14 000 cuerpos que aún se encuentran entre los escombros.

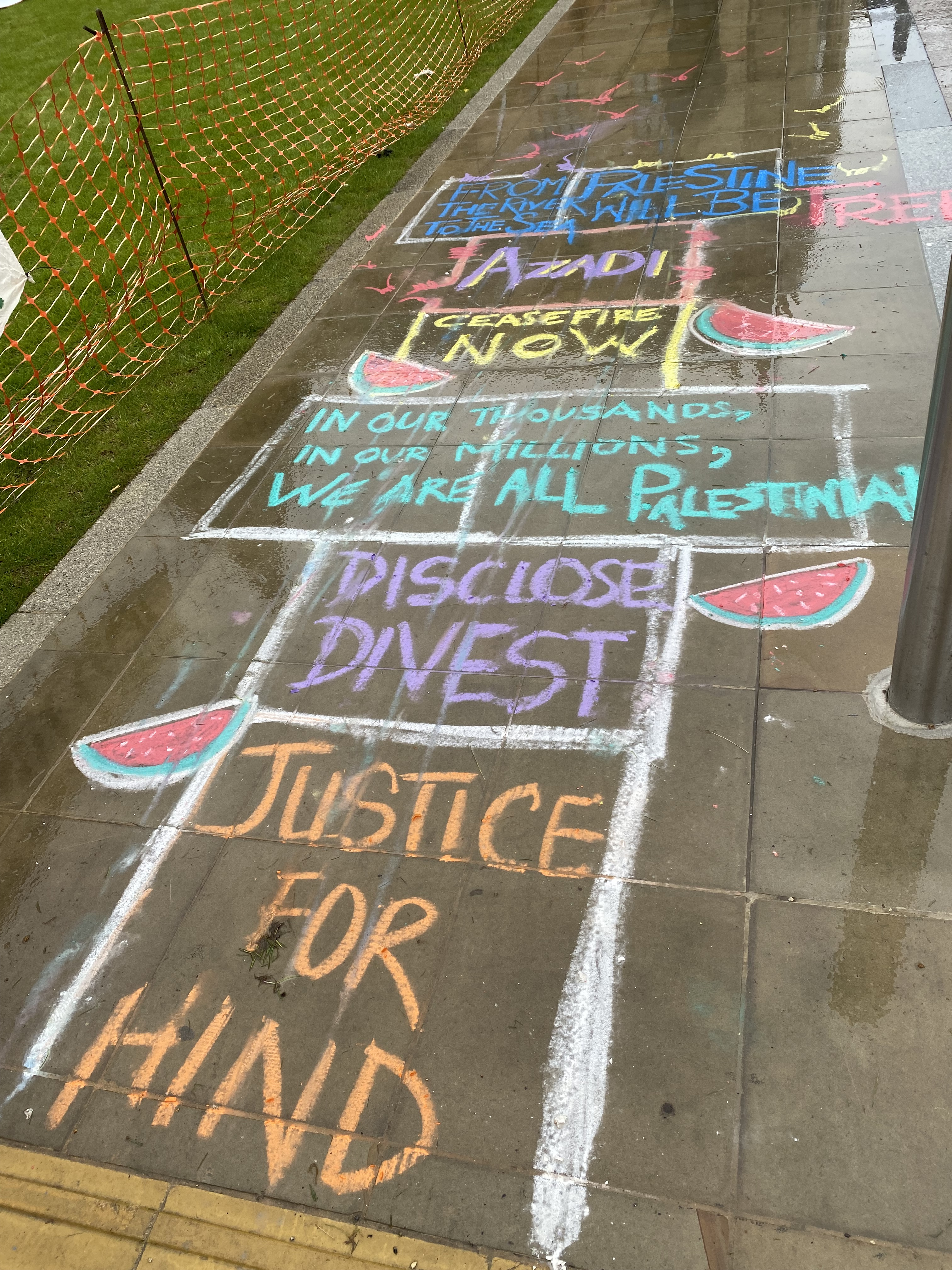
Arte con tiza realizado el primer día del campamento solidario de Oxford con Palestina, en el jardín delantero del Museo de Historia Natural de Oxford.

En un editorial de agosto de 2024, Owen Jones afirmó que el asesinato de Rajab encajaba en un patrón de otras atrocidades israelíes. Jones escribió: «Después de cada atrocidad que perpetra, el Estado israelí tiene un modus operandi estándar: negar, desviar la atención, engañar y esperar a que la atención se desvíe a otra parte».
La Fundación Hind Rajab, una organización con sede en Bruselas dedicada a denunciar los crímenes de guerra y contra la humanidad presuntamente cometidos por soldados israelíes, lleva su nombre.
Al cumplirse un año del asesinato de Hinds, grupos palestinos organizaron una vigilia en el parque Zuccotti de Nueva York el 29 de enero de 2025. Como reacción, el movimiento sionista de extrema derecha Betar anunció una contraprotesta en el parque, calificando el evento de «manifestación yihadista» y prometiendo grabar a los asistentes para que el Servicio de Inmigración y Control de Aduanas de Estados Unidos (ICE) los deportara. En la vigilia, los contra manifestantes gritaron «¡Muéstrennos la cara para que podamos deportarlos!» y «¡Estamos con el ICE!», y corearon repetidamente «ICE, ICE, ICE!», según un video publicado por el grupo.

## Homenajes

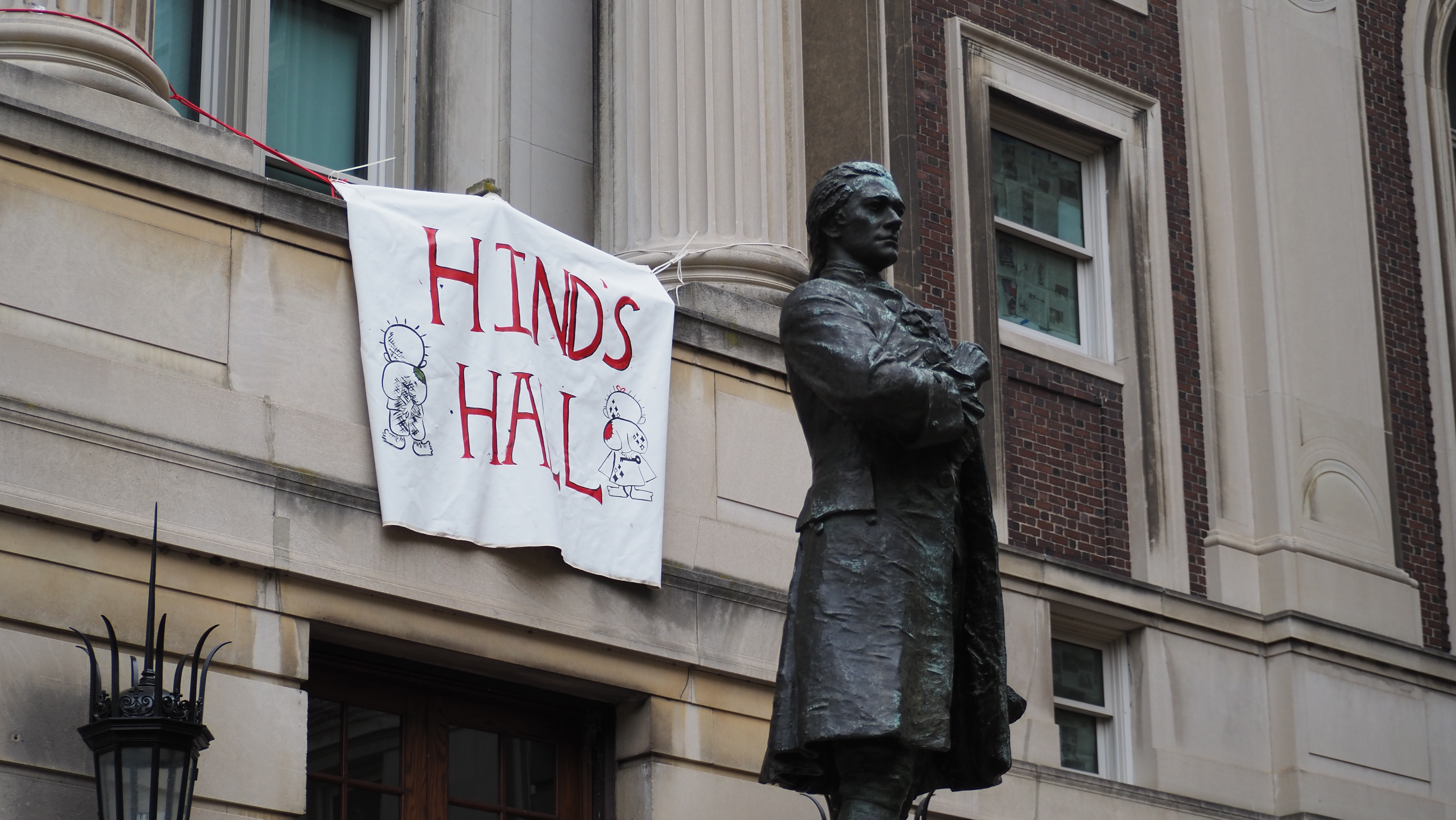
Una pancarta cuelga del Hamilton Hall de Columbia después de que los manifestantes ocuparan el edificio y lo rebautizaran como «Hind's Hall».

El 30 de abril, los estudiantes de la Universidad de Columbia, en Nueva York, ocuparon el histórico edificio Hamilton Hall en su protesta en favor de Palestina y lo renombraron como «Hind's Hall» (el edificio de Hind), en honor a la pequeña Hind Rajab Hamada. Durante un segmento en la CNN que discutió el cambio de nombre de la sala, la presentadora Kasie Hunt explicó a los espectadores: «Hind es una referencia a una mujer que fue asesinada en Gaza». Esta descripción fue criticada como un ejemplo de adultificación de niños palestinos y un sesgo proisraelí de la CNN.
El 16 de mayo, manifestantes estudiantiles de UC Berkeley ocuparon un edificio histórico abandonado en el campus conocido como el complejo Anna Head y lo rebautizaron como «Hind's House».
En mayo de 2024, el rapero estadounidense Macklemore lanzó «Hind's Hall», una canción de protesta en honor a Hind y en apoyo de las protestas estudiantiles. Además, el rapero denunció a la industria musical por su silencio sobre el tema y al presidente Joe Biden por su complicidad con el gobierno y el ejército israelíes en el asesinato en masa de civiles palestinos, declarando que no lo votará en las presidenciales de 2024 y afirmó que el presidente «tiene las manos manchadas de sangre». Como parte del lanzamiento de la canción, el rapero también declaró que todos los ingresos generados por las transmisiones se destinarían a la UNRWA. En septiembre de 2024, publicó «Hind's Hall 2», que también destinó sus ganancias a la UNRWA. La nueva canción contó con las voces del rapero palestino MC Abdul, la cantante palestino-estadounidense Anees, el autor y activista Amer Zahr y las voces del coro de L.A. Palestine Kids Choir, Lifted! Youth Gospel Choir, Tiffany Wilson y Friends.
En 2025 la revista Variety publicó que la directora tunecina Kaouther Ben Hania estaba preparando una película sobre el asesinato de Hind. La película, inicialmente conocida simplemente como Untitled Kaouther Ben Hania Project, cuenta con el respaldo de la productora británica Film4. En julio de ese año se dio a conocer que la película, ya con el título oficial de La voz de Hind Rajab, participaría en el Festival Internacional de Cine de Venecia de 2025. El director del festival, Alberto Barbera, dijo de la película que era una de las más conmovedoras de las participantes y predijo que tendría un impacto duradero tanto en las audiencias como en la crítica. La película sigue los acontecimientos desde el punto de vista de los voluntarios del Movimiento Internacional de la Cruz Roja y de la Media Luna Roja.